# Ipaba do Paraíso
Ipaba do Paraíso, também conhecido como Ipaba de Mesquita ou Ipabinha, é um bairro do município brasileiro de Santana do Paraíso, no interior do estado de Minas Gerais. De acordo com o Instituto Brasileiro de Geografia e Estatística (IBGE), em 2010 sua população era de 1 274 habitantes.
Trata-se de um bairro afastado do perímetro urbano original de Santana do Paraíso, estando situado na divisa com o município de Ipaba, do qual é separado pelo rio Doce. Conta com uma estação da Estrada de Ferro Vitória a Minas (EFVM), que também atende a ambos os municípios.
No final do século XIX, o local configurava-se como parada de comerciantes que seguiam rumo a Caratinga, porém a consolidação do núcleo ocorreu com acampamentos de trabalhadores da CAF, da Acesita e da Cenibra que atuavam em plantações de eucalipto. Dentre os principais marcos, destaca-se o casarão que serviu como residência a ferroviários que trabalharam na locação da EFVM pela região e posteriormente também foi utilizado como escola e posto de saúde.